# Senegal na Letních olympijských hrách 2008
Senegal se účastnil Letní olympiády 2008. Zastupovalo ho 15 sportovců v 6 sportech. Senegal nezískal žádnou medaili.